# Proteuxoa hydraecioides
Proteuxoa hydraecioides là một loài bướm đêm thuộc họ Noctuidae. Nó được tìm thấy ở Tasmania, Victoria, New South Wales và Nam Úc.
Ấu trùng ăn Tropaeolum majus.